# Tarpan (Automarke)

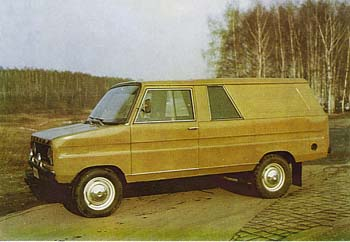
Tarpan 233

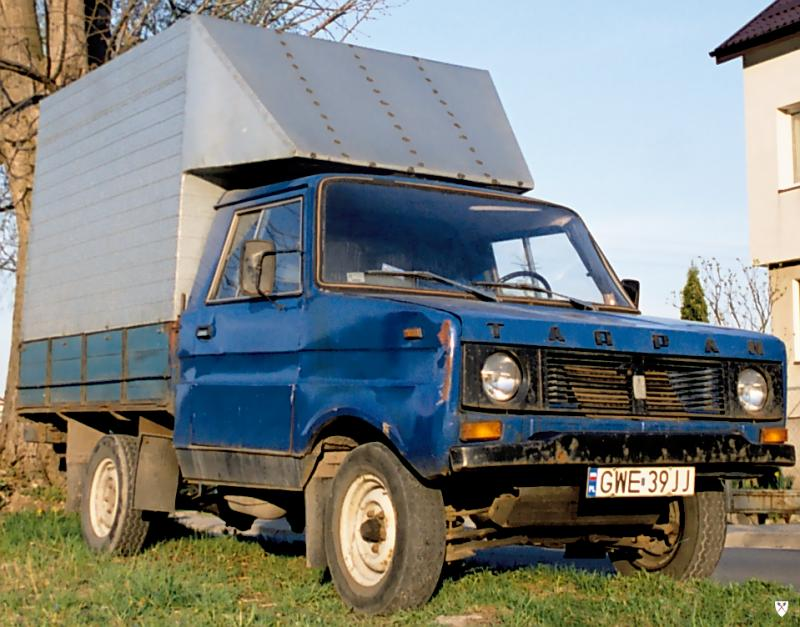
Tarpan 237

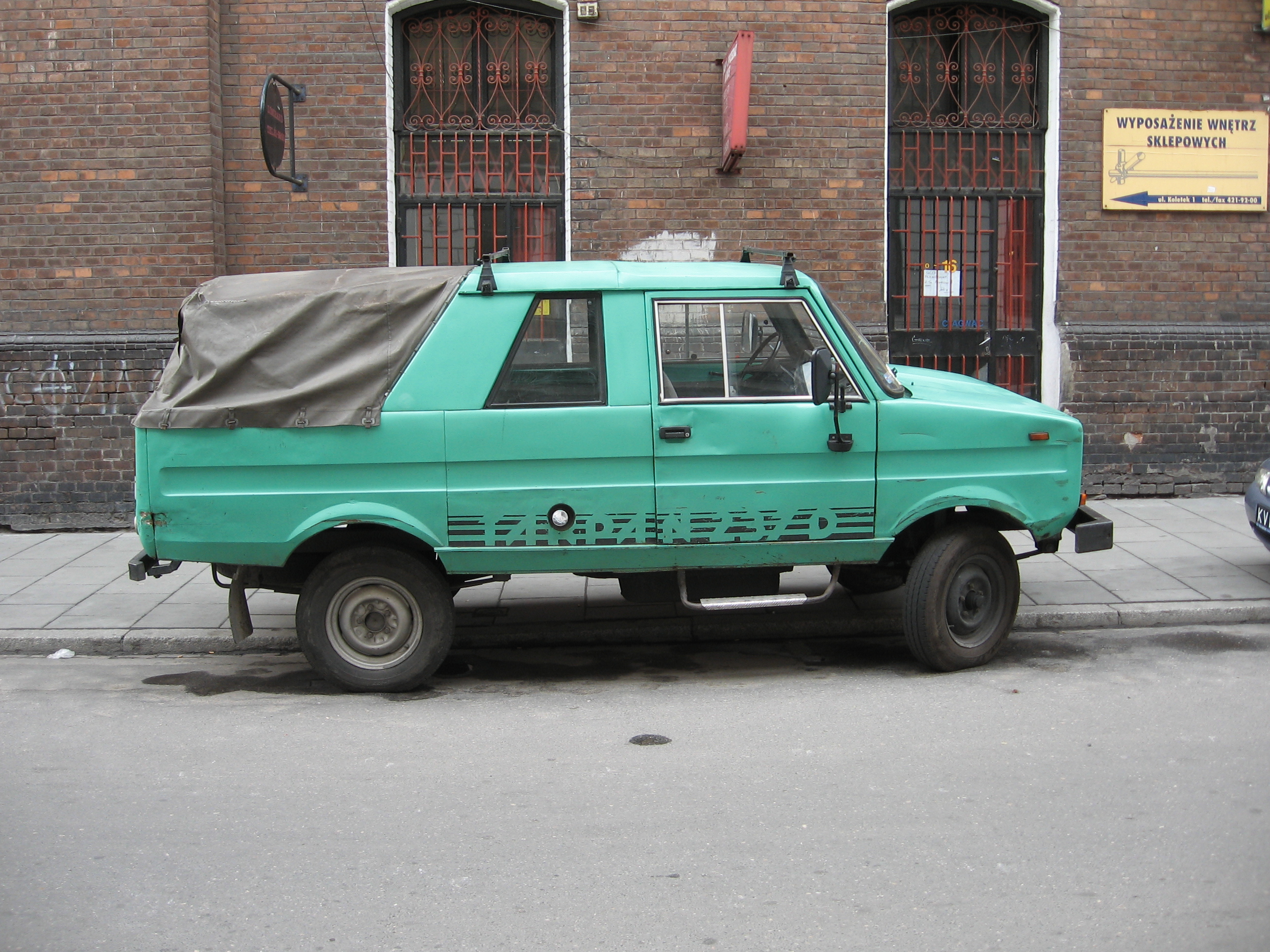
Tarpan 237 D

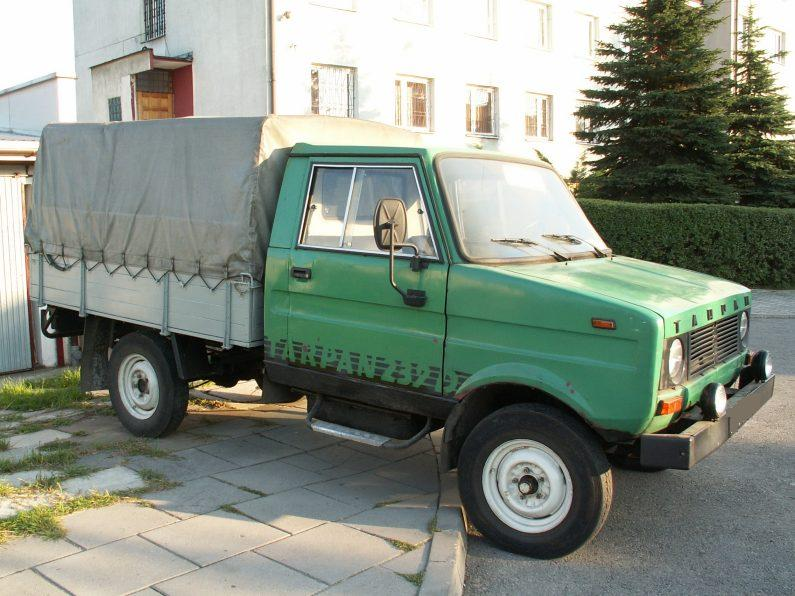
Tarpan 239 D

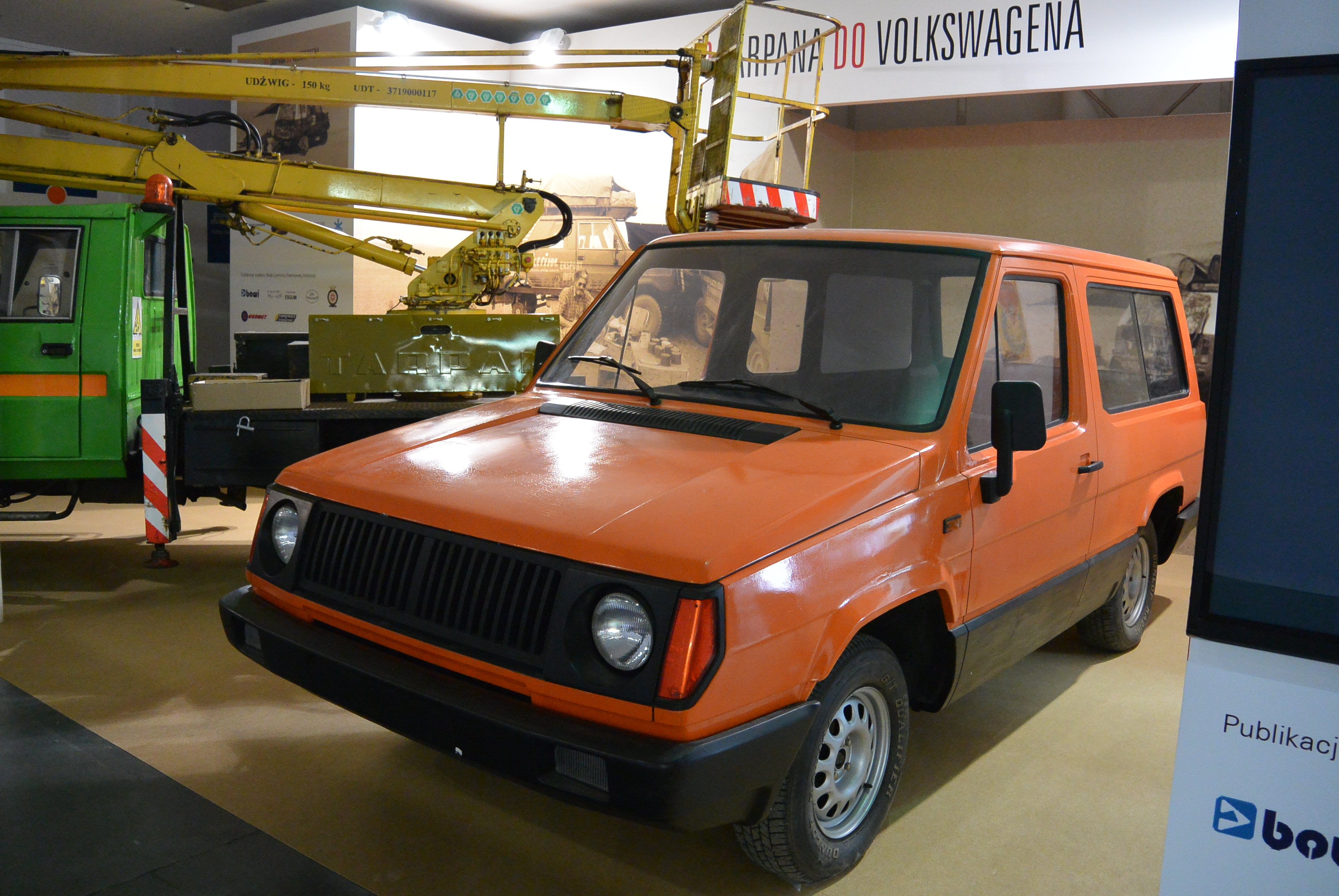
Tarpan Tarpaniello

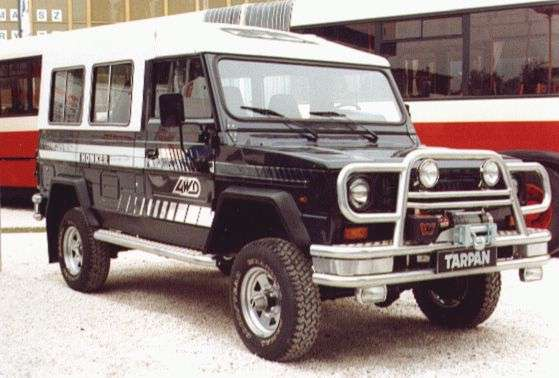
Tarpan Honker

Tarpan war eine polnische Automarke.

## Unternehmensgeschichte
Die Fabryka Samochodów Rolniczych (FSR) aus Posen war eine Fabrik für Landwirtschaftsfahrzeuge. 1973 oder 1974 begann die Produktion von Personenkraftwagen. Der Markenname lautete Tarpan, benannt nach einem Wildpferd. 1996 endete die Produktion, als die Fabryka Samochodów Rolniczych aufgelöst wurde.

## Fahrzeuge
Die Fahrzeuge waren Geländewagen, die sich auch als Nutzfahrzeuge in der Landwirtschaft eigneten. Eine Quelle bezeichnet das erste Modell als Tarpan 4x4.

### Tarpan 233
Dies war das erste Modell. Es war als Pick-up mit Einzelkabine und Doppelkabine sowie als Kombi erhältlich. Das Fahrwerk kam je nach Quelle vom FSO Warszawa oder vom FSC Żuk. Die Fachzeitschrift KFT führt aus, dass die Vorderachse vom Warzawa und die Hinterachse vom Żuk stammte. Um den Antrieb einschließlich Gelenkwellen unverändert von Warszawa bzw. Żuk beibehalten zu können, wurde mit 2700 mm ein identischer Radstand gewählt, der Rahmen selbst war jedoch eine steife Neukonstruktion mit geschlossenen Längsträgern.
Eine Quelle nennt den Vierzylindermotor des Warszawa mit 2120 cm³ Hubraum als Antriebsquelle, später den Vierzylindermotor vom Polski Fiat 125p. Eine andere Quelle nennt einen S-21-Motor mit OHV-Ventilsteuerung, 1481 cm³ Hubraum und 70 PS sowie einen 4V-M20-Motor mit 2417 cm³ Hubraum und 70 PS. Laut KFT waren anfangs sowohl der M 20- als auch der S 21-Motor mit Drei- oder Vierganggetriebe erhältlich.
Die Produktion für 1973 wurde mit 250 Fahrzeugen geplant und sollte in den darauffolgenden Jahren auf 10 000 Stück pro Jahr ansteigen. 1976 wurden 5000 Stück produziert. Zu diesem Zeitpunkt wurden die drei Ausführungen Mehrzweckwagen, Pick-up und Kombi im Verhältnis 70:10:20 produziert.

### Tarpan 235
Dieses Modell erschien 1978. Es hatte ein neues Fahrgestell, eine neue Vorderradaufhängung und eine überarbeitete Karosserie. Die Zuglast war mit 1 Tonne angegeben.  Der Motor stammte vom Polski Fiat 125p.

### Tarpan 237
Die Produktion dieses Modells endete 1991.

### Tarpan 237 D
Zu diesem Modell mit Dieselmotor liegen keine gesicherten Erkenntnisse vor.

### Tarpan 239 D
Zu diesem Modell mit Dieselmotor liegen keine gesicherten Erkenntnisse vor.

### Tarpan Tarpaniello
Dieser Prototyp entstand etwa 1980. Viele Teile kamen von Fabryka Samochodów Osobowych (FSO). Dieser Prototyp führte zum Honker.

### Tarpan Honker
1988 oder 1989 folgte dieses Modell.  Es entstand in Zusammenarbeit mit Iveco. Motor und Fahrwerk kamen von Fiat und Nissan. Zur Wahl standen ein Benzinmotor mit 82 PS Leistung sowie ein Dieselmotor mit 106 PS Leistung. Eine andere Quelle nennt ab 1990 zunächst drei verschiedene Motoren: Den AA mit 1,5 Liter Hubraum und 75 PS, den AB mit 1,6 Liter und 82 PS sowie den CB mit 1,6 Liter und 86 PS vom FSO Polonez; und später andere Motoren. Dieselmotoren mit 2,5 Liter Hubraum und 75 PS Leistung sowie ein Turbodieselmotor mit 100 PS folgten. Dieses Modell war auch als Kleinbus und Pick-up erhältlich. Die Produktion bei FSR endete im Januar 1996.
Daewoo Motor Polska erwarb im März 1996 eine Lizenz bzw. Teile des Unternehmens und setzte die Produktion fort, ohne den Markennamen Tarpan weiter zu verwenden.

## Stückzahlen
Zwischen 1973 und 1976 entstanden 8533 Fahrzeuge. 1977 stieg die Stückzahl auf über 5000 Fahrzeuge und 1978 auf über 6000 Fahrzeuge. Mitte der 1980er Jahre entstanden jährlich etwa 4000 Fahrzeuge.

## Vertrieb in Deutschland
Das damalige staatliche Außenhandelsunternehmen Pol-Mot exportierte Fahrzeuge nach Deutschland.